# Горі I
Горі I (*д/н—1203 до н. е.) — давньоєгипетський діяч XIX династії, верховний жрець Птаха у Мемфісі за володарювання фараона Мернептаха.

## Життєпис
Походив з XIX династії. Син Хаемуасета I, верховного жерця Птаха. Завдяки своєму походженню зробив доволі швидку кар'єру. Обіймав посади сем-жерця та божественного батька. Після смерті батька близько 1224 року до н. е. просунувся у жрецькій ієрархії Мемфісу. Слідом за цим стає Начальником секретів храму Птаху.
Потім відповідав за існування в належному стані некрополів Саккари та Гізи. Після смерті у 1214 або 1213 році до н. е. стає верховним жерцем Птаха у правління фараона Мернептаха. Водночас отримав посаду найбільшого начальника над ремісниками (на кшталт головного архітектора держави).
Помер близько 1203 року до н. е. Поховано в некрополі Саккари.

## Родина
Дружина — Тека
Діти:
- Горі, чаті
- Урхерепхемут
- Меріптах
- Кама
- Таймет
- Табес